# 瓦东维尔
瓦东维尔（法語：Vadonville，法語發音：[vadɔ̃vil]）是法国默兹省的一个市镇，属于科梅尔西区。

## 地理
瓦东维尔（48°48'7"N, 5°31'28"E）面积5.21 平方千米，位于法国大東部大區默兹省，该省份为法国西北部内陆省份，北与比利时接壤，西接马恩省和阿登省，南至上马恩省和孚日省，东临默尔特-摩泽尔省。
与瓦东维尔接壤的市镇（或旧市镇、城区）包括：雄维尔-马洛蒙、桑皮尼附近格里莫库尔、莱鲁维尔、梅克兰、默兹河桥村、桑皮尼。

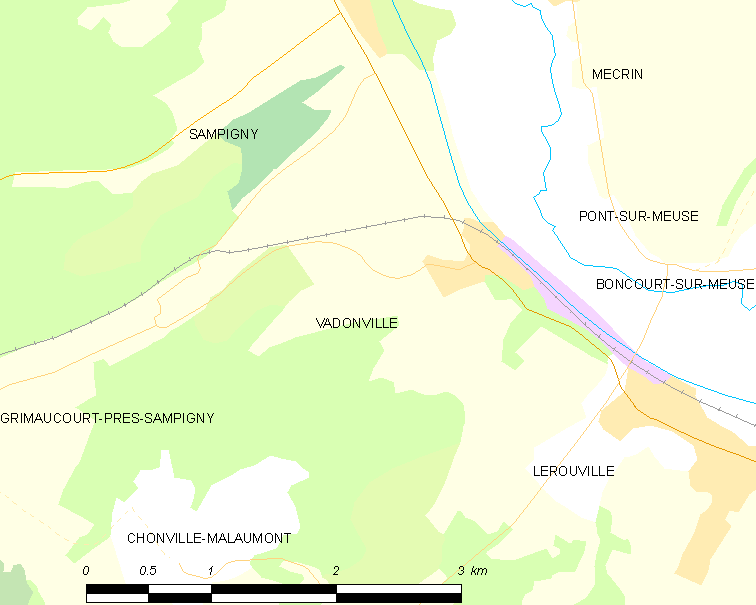
瓦东维尔的OSM定位图

瓦东维尔的时区为UTC+01:00、UTC+02:00（夏令时）。

## 行政
瓦东维尔的邮政编码为55200，INSEE市镇编码为55526。

## 政治
瓦东维尔所属的省级选区为科梅尔西县。

## 人口

1962-2008年间瓦东维尔人口变化图示

瓦东维尔于2022年1月1日时的人口数量为251人。